# Каталина Българска
Каталина Българска е дъщеря на българския принц Никола, според някои източници син на цар Иван Владислав, и втора съпруга на унгарския велможа Вазул, управлявал унгарските земи между река Морава и град Естергом.